# بارتیمارو
بارتیمارو روستایی در استان ریفت والی، کنیا می‌باشد.